# Hoquiam
Hoquiam é uma cidade localizada no estado norte-americano de Washington, no Condado de Grays Harbor.

## Demografia
Segundo o censo norte-americano de 2000, a sua população era de 9097 habitantes.
Em 2006, foi estimada uma população de 9061, um decréscimo de 36 (-0.4%).

## Geografia
De acordo com o United States Census Bureau tem uma área de
40,4 km², dos quais 23,8 km² cobertos por terra e 16,6 km² cobertos por água. Hoquiam localiza-se a aproximadamente 18 m acima do nível do mar.

## Localidades na vizinhança
O diagrama seguinte representa as localidades num raio de 16 km ao redor de Hoquiam.